# 左堰駅
左堰駅（ひだりせきえき）は、青森県青森市大字左堰（ひだりぜき）にある、東日本旅客鉄道（JR東日本）津軽線の駅である。

## 歴史
- 1959年（昭和34年）11月25日：国鉄の駅として開業[2][3]。
- 1987年（昭和62年）4月1日：国鉄分割民営化により、東日本旅客鉄道の駅となる[3]。
- 2024年（令和6年）10月1日：えきねっとQチケのサービスを開始[1][4]。

## 駅構造
青森方面に向かって右側にある単式ホーム1面1線を持つ地上駅である。ホームには、待合室があるだけである。
青森駅管理の無人駅である。

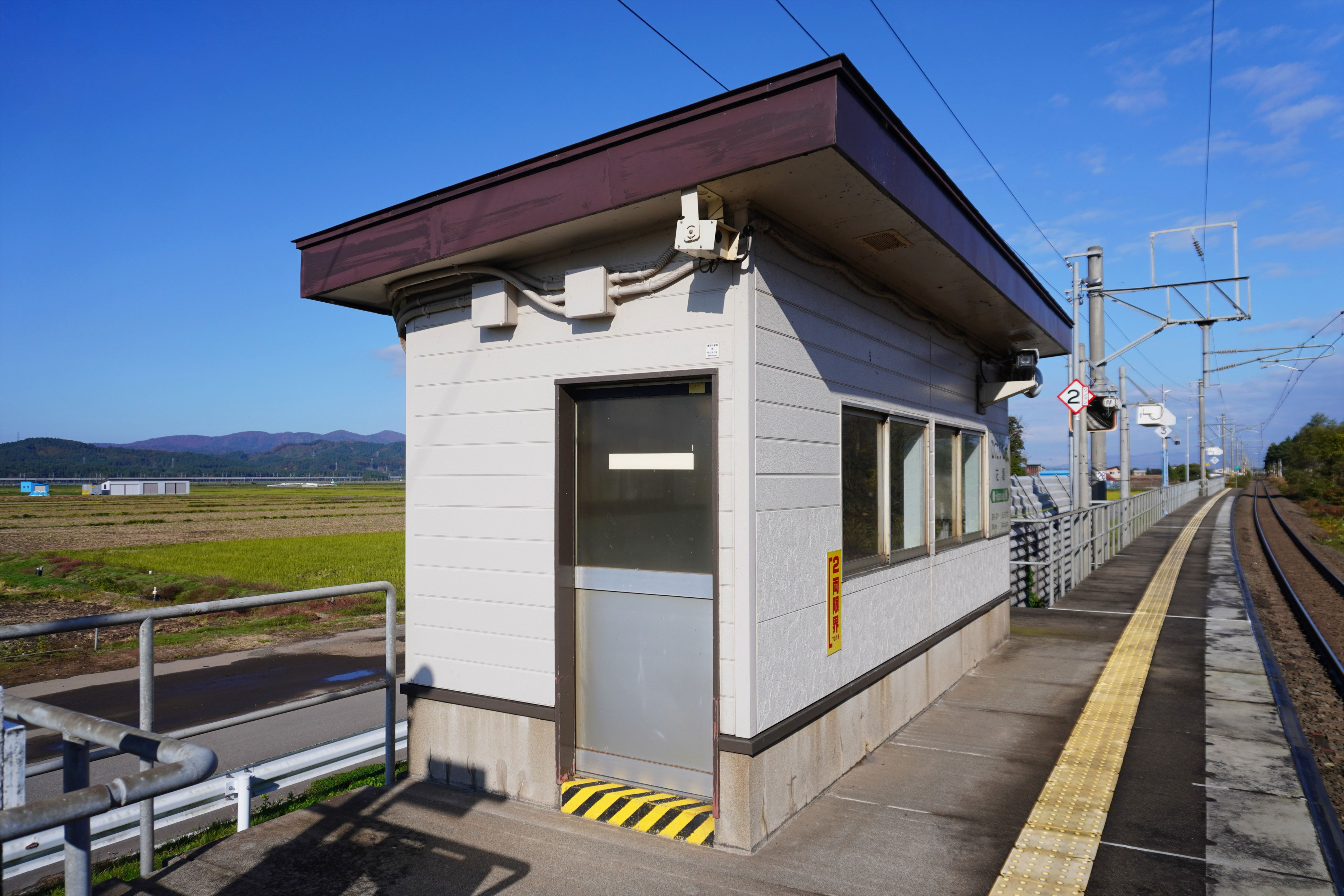
待合室外観（2023年10月）
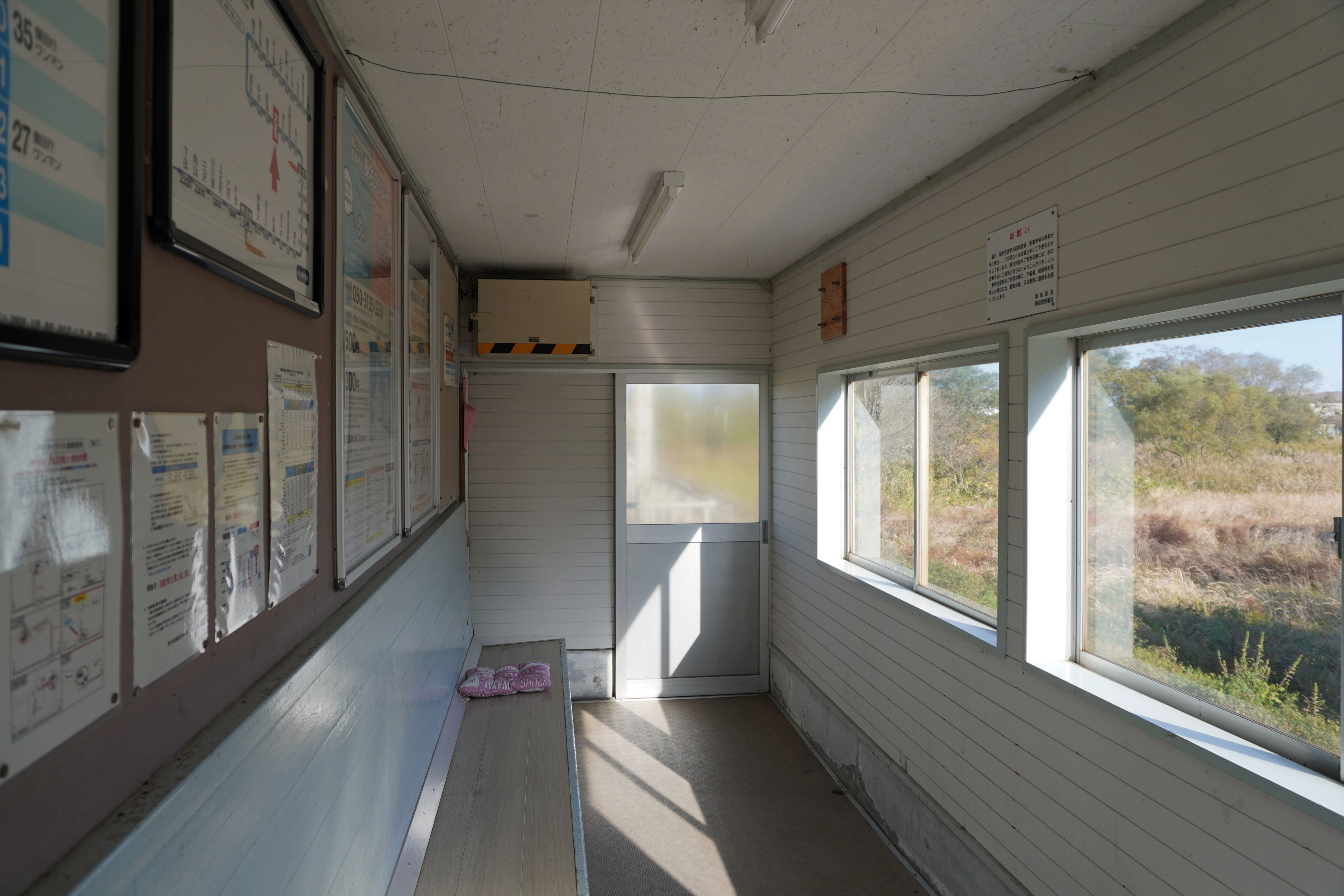
待合室内（2023年10月）

## 利用状況
2004年度の1日平均乗車人員は39人である。なお、2005年度以降からのデータは非公開となっている。
| 乗車人員推移       | 乗車人員推移     | 乗車人員推移 |
| 年度               | 1日平均 乗車人員 | 出典         |
| ------------------ | ---------------- | ------------ |
| 1988年（昭和63年） | 85               | [ 6 ]        |
| 1993年（平成05年） | 79               | [ 6 ]        |
| 1998年（平成10年） | 60               | [ 6 ]        |
| 2001年（平成13年） | 44               | [ 6 ]        |
| 2004年（平成16年） | 39               | [ 6 ]        |

## 駅周辺
- 国道280号

## 隣の駅
東日本旅客鉄道（JR東日本）
■津軽線
奥内駅 - 左堰駅 - 後潟駅